# Latimérie podivná
Latimérie podivná (Latimeria chalumnae) je ryba ze skupiny lalokoploutvých, dlouhá v průměru 1,5–2 metry, se zavalitým tělem, ploutvemi na násadcích a modrými šupinami. Rod latimérie je jediným žijícím zástupcem lalokoploutvých ryb. Tyto ryby byly dlouho považovány za vyhynulé (vymizení taxonu se odhadovalo na období před 70 miliony let), a proto je označována jako tzv. živoucí fosílie. Dříve se předpokládalo, že latimérie, poslední přežívající lalokoploutvé ryby, jsou nejbližšími příbuznými recentních čtyřnožců (obojživelníků a dalších původně suchozemských obratlovců); novější výzkum však ukázal, že bližšími příbuznými jsou dvojdyšní.

## Charakteristika
Samice tohoto druhu bývají větší než samci a vyskytují se v malých koloniích. Jejich potravu tvoří menší ryby a hlavonožci. Latimérie podivná je vejcoživorodá. Vajíčka se vyvíjí v těle samice a v průměru mají až 9 cm. Po 13 měsících březosti rodí až 25 mláďat.
Obchod s masem latimérie je zakázán z důvodu nízké populace tohoto druhu (asi jen 500 kusů).
Latimérie se mohou dožívat až kolem 100 let (nejstarší přímo zjištěný věk je 84 let). Dříve se přitom zoologové mylně domnívali, že latimérie nežijí déle než do svých 20 let.

## Objev
Dne 22. prosince 1938 byla vylovena u břehů Afriky a objevena kurátorkou muzea v jihoafrickém městě East London Marjorie Courtenay-Latimerovou, avšak podařilo se jí zachránit pouze některé její části. O svém objevu informovala ichtyologa Jamese Leonarda Brierleyho Smithe, který její nález systematicky zařadil do skupiny lalokoploutvých ryb, jež byla považována za vyhynulou již koncem druhohor, a na počest objevitelky nový druh pojmenoval vědeckým názvem Latimeria chalumnae. Ostatní vědci ovšem objev prohlásili za falzifikát. Roku 1952 byla vylovena další latimérie u Komorských ostrovů, východně od afrického pobřeží. Ukázalo se, že latimérie se u Komorských ostrovů loví sice v malém počtu, ale pravidelně, a místní domorodci ji dobře znají.

## Výzkum
Malá populace začala nadměrným odlovem exemplářů pro muzejní sbírky trpět, a proto se objevily snahy její lov omezit (od roku 1989 se latimérie nachází pod ochranou CITES).
Bylo zjištěno, že tato velká (až 180 cm dlouhá a 90 kg vážící) a dravá ryba žije nad rozeklaným skalnatým dnem v hloubkách kolem 200 m. Rozmnožuje se poměrně neobvykle – rodí velmi malý počet živých mláďat o hmotnosti kolem 0,5 kg. Zároveň bylo zjištěno, že populace latimérie v severní části Mosambického průlivu u Komorských ostrovů je skutečně malá a zahrnuje pravděpodobně jen několik set jedinců.
Je zajímavé, že v minulosti byly exempláře lalokoploutvých ryb uloveny i v jiných částech světa, o čemž kromě ústních svědectví svědčí i několik uměleckých předmětů z historických dob, na nichž je lalokoploutvá ryba nezaměnitelně zpodobněna. V roce 1998 se konečně tyto zprávy potvrdily. Dne 30. července 1998 byla v Celebeském moři severně od ostrova Sulawesi (Celebes) ulovena do sítě položené v hloubce 100–150 m další latimérie. Na rozdíl od modravé latimerie od Komorských ostrovů byl tento exemplář hnědý se zlatými skvrnkami. Jak bylo publikováno v září 1998 v časopise Nature, byla na základě testů DNA tato ryba popsána jako nový druh latimérie celebeská (Latimeria menadoensis).
19. května 2007 vylovil indonéský rybář poblíž ostrova Sulawesi 51 kg vážící exemplář latimérie. Ryba poté žila v zajetí 17 hodin (běžně umírá do 2 hodin od výlovu); příčinou jejího úhynu byly nevyhovující podmínky umělého prostředí, neboť latimérie je zvyklá na chladnou vodu velkých hloubek. Rybu samotnou a příčiny jejího dlouhého přežívání po výlovu zkoumá tým vědců z místní univerzity.
U nevelké populace latimérie podivné (Latimeria chalumnae), objevené u pobřeží jižní Afriky v Sodwanském zálivu, byly zaznamenány drobné rozdíly v jejich chování při srovnání s populací žijící u Komorských ostrovů.